# Coccophagus narendrani
Coccophagus narendrani är en stekelart som beskrevs av Hayat och Zeya 1993. Coccophagus narendrani ingår i släktet Coccophagus och familjen växtlussteklar. Inga underarter finns listade i Catalogue of Life.